# Oberhaid (Bajorország)
Oberhaid település Németországban, azon belül Bajorországban. Lakosainak száma 4720 fő (2023. december 31.). Oberhaid Lauter és Viereth-Trunstadt községekkel határos.

## Népesség
A település népessége az elmúlt években az alábbi módon változott:
| Lakosok száma | 941  | 1744 | 2633 | 4090 | 4550 | 4587 | 4600 | 4616 | 4733 | 4720 |
|               | 1875 | 1950 | 1975 | 1987 | 2012 | 2014 | 2016 | 2017 | 2021 | 2023 |